# Короленко Лідія Іванівна
Лідія Іванівна Короленко (20 грудня 1936 — ?) — українська радянська діячка, новатор сільськогосподарського виробництва, головний зоотехнік колгоспу імені Леніна Володарського району Донецької області. Депутат Верховної Ради УРСР 7—8-го скликань.

## Біографія
Освіта вища.
У 1960-ті — 1980-ті роки — головний зоотехнік колгоспу імені Леніна смт. Володарське Володарського району Донецької області.
Потім — на пенсії у смт. Володарське (тепер — Нікольське) Донецької області.

## Нагороди
- ордени
- медалі
- заслужений зоотехнік Української РСР